# Eileen Farrell
Eileen Farrell (ur. 13 lutego 1920 w Willimantic w stanie Connecticut, zm. 23 marca 2002 w Park Ridge w stanie New Jersey) – amerykańska śpiewaczka, sopran.

## Życiorys
Byłą córką pary śpiewaków wodewilowych. Kształciła się w Nowym Jorku u Merle Alcock i Eleanor McLellan, debiutowała jako śpiewaczka w radio w 1940 roku. W latach 1947–1948 odbyła tournée po Stanach Zjednoczonych, w 1949 roku śpiewała w Ameryce Południowej. W 1949 roku wystąpiła w roli Marii w koncertowym przedstawieniu Wozzecka Albana Berga w nowojorskiej Carnegie Hall, następnie wystąpiła jako solistka w IX symfonii Ludwiga van Beethovena z NBC Symphony Orchestra pod batutą Arturo Toscaniniego. Zadebiutowała jako śpiewaczka operowa w 1956 roku w roli Santuzzy w Rycerskości wieśniaczej Pietro Mascagniego w Tampa. W tym samym roku wykonała partię Leonory w Trubadurze Giuseppe Verdiego z San Francisco Opera Company. W 1960 roku rolą w Alceście Ch.W. Glucka debiutowała w nowojorskiej Metropolitan Opera. Gościnnie koncertowała w Europie, m.in. w Covent Garden Theatre w Londynie. Wielokrotnie występowała z New York Philharmonic pod batutą Leonarda Bernsteina, śpiewając partie z oper Richarda Wagnera. Występowała również z Bach Aria Group, wykonując muzykę okresu baroku. Śpiewała także utwory bluesowe. Wiele jej występów zostało utrwalonych na nagraniach.
Wykładała na Indiana University w Bloomington (1971–1980) oraz University of Maine w Orono (1983–1985). We współpracy z Brianem Kellowem opublikowała swoją autobiografię pt. Can’t Help Singing: The Life of Eileen Farrell (1999).